# 前山亮吉
前山 亮吉（まえやま りょうきち、1960年9月21日 - ）は、日本の政治学者（比較政治学・日本政治史・政治制度論）。学位は博士（政治学）（学習院大学・1997年）。静岡県立大学国際関係学部教授（大学院教授も兼務）。
立教大学法学部助手、静岡県立大学国際関係学部専任講師・助教授、静岡県立大学学長補佐、静岡県立大学国際関係学部准教授、静岡県立大学大学院国際関係学研究科国際関係学専攻専攻長、静岡県立大学大学院国際関係学研究科研究科長（第10・12代）、静岡県立大学国際関係学部長(第13代)を歴任した。

## 概要
神奈川県鎌倉市出身の政治学者である。比較政治学、日本政治史、政治制度論などを専攻している。立教大学の法学部や静岡県立大学の国際関係学部にて教鞭を執った。
成城大学法学部（1997－98年）・静岡大学情報学部（1996－99年）など複数の大学で非常勤講師も務めた。2009年には静岡市情報公開審査会委員等の寄与につき静岡市有功者表彰を受けた。

## 略歴
- 1990年 4月立教大学法学部助手
- 1992年 6月静岡県立大学国際関係学部専任講師
- 1997年 7月静岡県立大学国際関係学部助教授
  - 12月学習院大学 博士（政治学）、論文の題は「近代日本の行政改革と裁判所」[1]
- 2006年 4月静岡県立大学学長補佐（ -2007年3月）
- 2007年 4月静岡県立大学国際関係学部准教授
- 2011年 4月静岡県立大学国際関係学部教授
- 2013年 4月静岡県立大学大学院国際関係学研究科国際関係学専攻長(-2015年3月）
- 2015年 4月静岡県立大学大学院国際関係学研究科研究科長（-2017年3月）
- 2017年 4月静岡県立大学国際関係学部学部長 （‐2019年3月）
- 2019年 4月静岡県立大学大学院国際関係学研究科研究科長（-2021年3月）

## 著書
単著
- 『近代日本の行政改革と裁判所』信山社、1996年、ISBN 4-88261-419-7
- 『日本の政治 静岡の政治』静岡新聞社（静新新書025）、2008年、ISBN 978-4-7838-0348-5
- 『2020年度遠隔講義の記録（政治学・比較政治論A講義案）』三恵社、2021年、ISBN 978‐4‐86693‐471‐6
- 『近代日本政党研究ー「第三党」を軸としてー』現代図書、2025年、ISBN 978-4-434-35057-3

共著
- 『国際関係学への招待』六鹿茂夫・小久保康之・前山亮吉、三恵社、2003年、ISBN 4-88361-188-4

## 主要論文
- 「甲辰倶楽部と日露戦時議会」立教法学35号115~136頁、1990年
- ）「『昭和会』の研究」静岡県立大学国際関係学部研究紀要12号101~116頁、1999年
- ）「第三党・明政会の政治技術（昭和三年）ー「鶴見祐輔関係文書」を手掛かりにー」静岡県立大学国際関係学部編『テクストとしての日本』35~67頁、2001年
- 「政友本党の基礎研究ー現存する「党報」を素材としてー」国際関係・比較文化研究第5巻第1号73~91頁、2006年
- 「中期政友本党の分析ー新規公開された「党報」を手がかりにー」国際関係・比較文化研究第6巻第1号61~81頁、2007年
- 「鶴見祐輔と『成城だより』ー公職追放期における「政治」の模索ー」国際関係・比較文化研究第11巻第1号263~275頁、2012年
- 「小会派政治家の選挙・政党観―花井卓蔵と田川大吉郎―」北岡伸一監修、松田宏一郎・五百旗頭薫編『歴史のなかの日本政治1 自由主義の政治家と政治思想』中央公論新社、280~318頁、2014年 ISBN 978-4-12-004571-4

## 参考
- 静岡県立大学教員データベース（前山亮吉）http://db.u-shizuoka-ken.ac.jp/show/prof96.html　リサーチマップURLあり
- 『近代日本の行政改革と裁判所』 https://www.amazon.co.jp/%E8%BF%91%E4%BB%A3%E6%97%A5%E6%9C%AC%E3%81%AE%E8%A1%8C%E6%94%BF%E6%94%B9%E9%9D%A9%E3%81%A8%E8%A3%81%E5%88%A4%E6%89%80-%E5%AD%A6%E8%A1%93%E9%81%B8%E6%9B%B8-%E5%89%8D%E5%B1%B1-%E4%BA%AE%E5%90%89/dp/4882614197
- 静岡新聞社（静新新書）NO.025 http://www.at-s.com/book/sinsyo/
- 「静岡時代」に掲載されたゼミ等の記事 http://gakuseinews.eshizuoka.jp/e1579042.html